# Paso Vuriloche
El paso Vuriloche, Bariloche o Tronador es un paso de frontera entre la República Argentina (Provincia de Río Negro) y la República de Chile, a una altitud de 1.390 m s. n. m.. El cruce solo se puede realizar a caballo o a pie, la localidad más cercana al paso del lado argentino es Pampa Linda que se encuentra a 100 km de Bariloche y la localidad cercana del lado chileno es Ralún, que se encuentra a 125 km de Peulla dentro de la Región de Los Lagos. La habilitación de este paso solo es temporal debido a las condiciones climáticas, solamente en los meses de verano el paso está abierto de 08:00 a 20:00. La asistencia policial más cercana se encuentra a 1 km, en la avanzada Bariloche.